# بيتر ستويمينو
بيتر ستويمينو (مواليد 8 أبريل 1960) هو ملاكم بلغاري، مثّل بلاده في الألعاب الأولمبية الصيفية في دورتي 1980 و1988.

## روابط خارجية
بيتر ستويمينو على موقع أوليمبيديا (الإنجليزية)